# 海馬鉤
海馬鉤（かいばこう、Uncus of hippocampus）または単に鉤（こう、Uncus）とは、海馬傍回の前端の後外方に折れ曲がった鉤（かぎ）状の部分。両大脳半球にひとつずつ、計二つある。側頭葉の内側面、側頭極のやや後方に位置している。鉤回（こうかい、Unicinate gyrus）とも呼ばれる。日本語では「鉤」と「鈎」、どちらの漢字も用いられる。
海馬傍回と連続している領域ではあるが、形態学的には嗅脳に分類される。嗅覚情報の処理と関わりを持つ領域であることが知られている。

## 歴史
Uncus という名称は、フランスの解剖学者フェリックス・ヴィック・ダジール（Félix Vicq-d'Azyr, 1746-1794）によって、1786年に出版した著作の中で初めて与えられた。

## 機能
嗅覚情報の処理と関わりを持つ領域であることが知られている。この領域に影響を与える脳外傷や発作が、しばしば幻臭を引き起こすことが知られている。側頭葉腫瘍の患者では、鉤回発作（#下記参照）による幻臭が約20%の患者に見られる、という報告がある。
てんかん治療などのために鉤を切除しても、片側だけの切除であれば、嗅覚は影響を受けない。これは嗅覚情報が両大脳半球の鉤に分散して並行して処理されているため、と見られている。

## 解剖
鉤回は、その前部において uncal notch を挟んで腹側で嗅内野と接する。後部では鉤溝（uncal sulcus）を挟んで腹側で海馬傍回と接する。
鈎回の内部、深くに扁桃体がある。
イルカ、およびゾウ、が鉤を持つという例外的な報告もあるが、多くの哺乳類は鉤を持たない。鉤は霊長類に特徴的な構造と考えられている。中でもヒトの鉤は、他の非ヒト霊長類（non-Human primates）と比べて、組織学的にはそれらと相同な構造を持ちつつも、とりわけ複雑な構造をしている、とされる。

## 臨床
鉤は、臨床的には二つの点で重要である。

### 鉤回発作
ひとつはこの場所がてんかん発作の起点となることである。鉤を起始とする発作は、鉤回発作（こうかいほっさ、Uncinate fit）と呼ばれる。鈎回発作は非痙攣性発作で、痙攣は起こさないが意識障害が起こる。鉤回発作にかかった状態は夢幻状態（むげんじょうたい、dreamy state）とも言われ、周囲に対する知覚が一応保たれていながら、夢の中で行動しているように感ずる。鉤回発作はしばしば幻臭そして幻味をともなう。鉤発作による幻臭は、持続期間は短期的、体験される臭いは「鮮明で不快」「説明できないような不快な臭い」であると言われる。

### 鉤ヘルニア
もう一点は鉤ヘルニア（こうヘルニア、Uncal herniation）である。脳梗塞や脳内出血などで頭蓋内圧が亢進したとき、鈎部がテント切痕を越えて侵入し、脳幹や脳神経に向かって押し付けられる。これにより脳ヘルニアの一種である鉤ヘルニア（テント切痕ヘルニア）が発生する。鉤ヘルニアで圧迫される主な領域は、第三脳神経（動眼神経）および中脳腹側の大脳脚である。動眼神経の圧迫は、病変と同側の眼球における瞳孔散大や対光反射の消失を引き起こす。中脳大脳脚の圧迫は、対側の半身の麻痺を引き起こす。鉤による脳幹の圧迫が進行すると、昏睡状態を経由し、最終的には死に至ることもある。そのため脳外科の緊急手術において，鉤は極めて重要な部位である、とされる。

## 画像

鉤の位置。赤色で示す
脳ヘルニアの種類。図中1が鉤ヘルニア
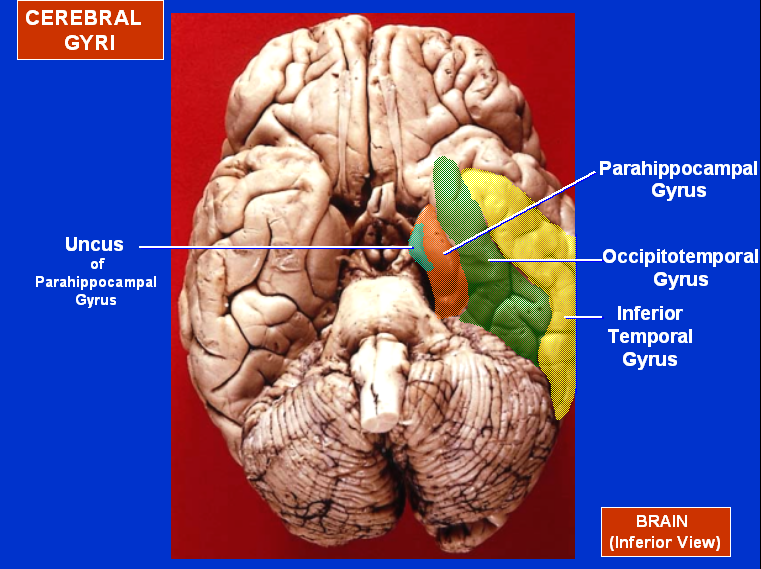
ヒトの脳を下から見た所。水色の部分が鉤
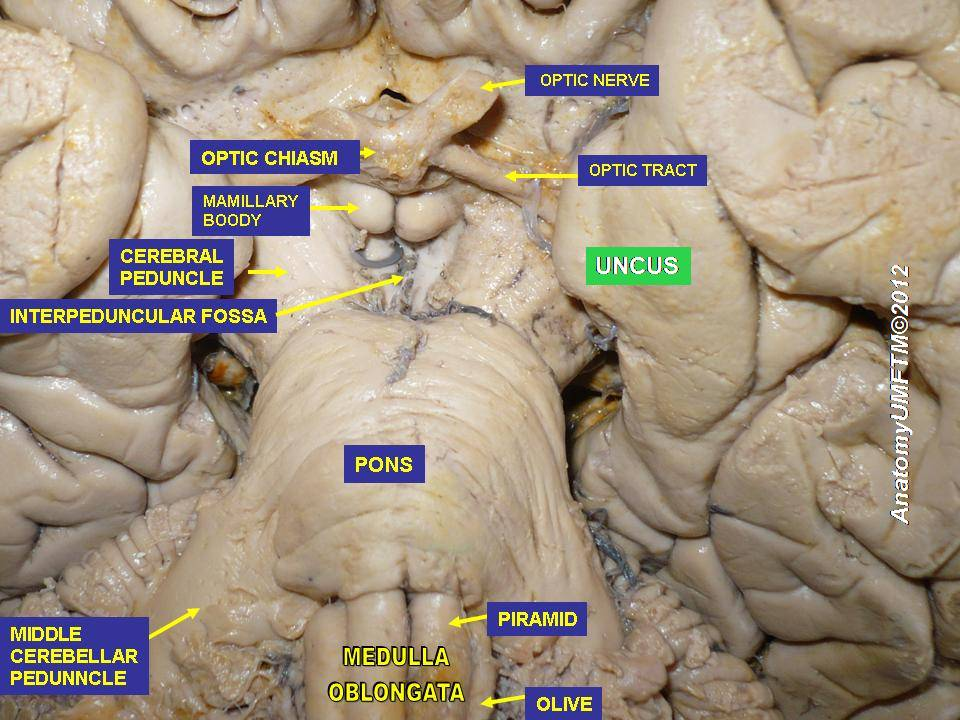
脳を下から見た所。緑色のテキストの所が鉤
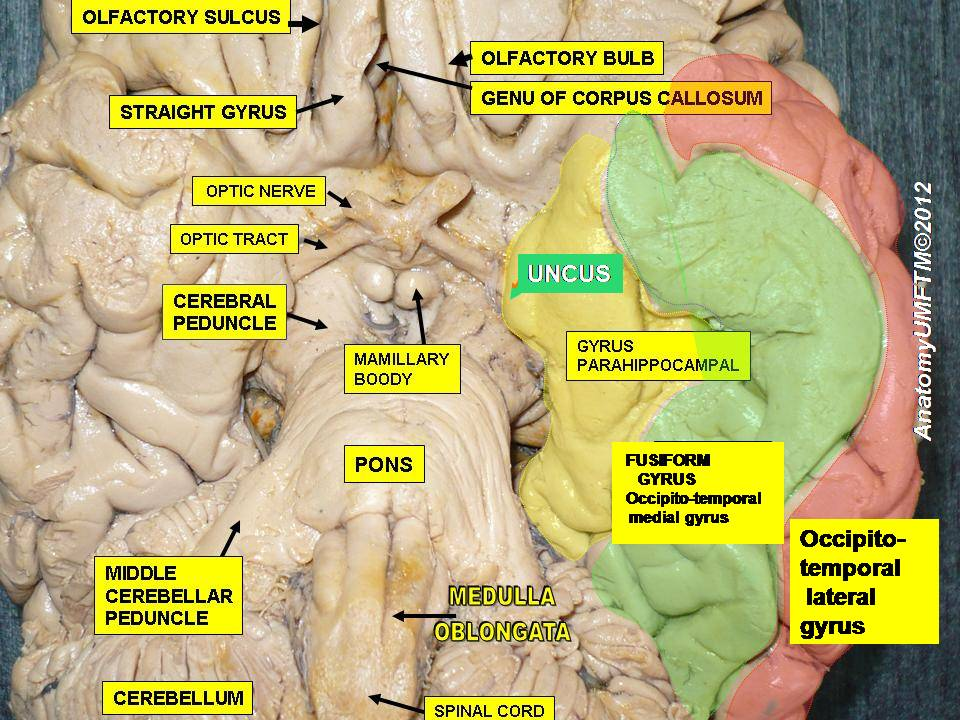
脳を下から見た所。緑色のテキストの所が鉤

## 脚註
1. 1 2  船戸和弥 「Terminologia Anatomica(1998)に基づく解剖学」 一般用語 A00_0_00_408より「Uncus/ uncinate(鈎／鈎状［の］)Uncus(-i)/ uncinatus　こう／こうじょう」「1．鉤：釣り針の形をした構造物。　2．海馬鉤：海馬傍回の前端で内側に弯曲した部分。」 最終閲覧日 2012-09-16
船戸和弥 「Terminologia Anatomica(1998)に基づく解剖学 神経系 一般用語 A14.1.09.235より「鈎 （Uncus 【鈎　こう】 Uncus） Feneis: 306 16」 最終閲覧日 2012-09-16
2. 1 2  Henry Gray "Anatomy of the Human Body" (1918) 189#86
3. ↑  井上芳郎 「統合・基礎神経学 - 神経系の構造を中心に」 北海道大学大学院医学研究科・脳科学専攻 神経機能学講座・分子解剖学分野 1990年 p.49 hdl:2115/329
4. ↑  JC Tamraz, YG Comair (2006) "Atlas of Regional Anatomy of the Brain Using MRI," Springer 2nd ed. p 8. ISBN  978-3540278764
5. 1 2 3  P. H. Schurr "Aberrations of the sense of smell in head injury and cerebral tumours." Proc R Soc Med. (1975) August; 68(8): 470–472. PMID 1202480 PMC 1863832
6. ↑  
木村 恭之, 土定 建夫, 塚谷 才明, 作本 真, 三輪 高喜, 古川 仭 「中枢性嗅覚障害の臨床的検討」 耳鼻咽喉科展望 Vol. 36 (1993) No. 6 P 709-716 JOI:JST.Journalarchive/orltokyo1958/36.709
7. 1 2  佐々木真理ら 「鉤の解剖」大脳辺縁系の小構造のMR解剖 最終閲覧日:2012-09-16
8. ↑  Moore, Josephine C. "Behavior, bias, and the limbic system: 1975 Eleanor Clarke Slagle Lecture."(pdf) American Journal of Occupational Therapy, Vol 30(1), 1976, pp.11-19.
9. ↑  井上芳郎 「統合・基礎神経学 - 神経系の構造を中心に」 北海道大学大学院医学研究科・脳科学専攻 神経機能学講座・分子解剖学分野 1990年 p.57 hdl:2115/329
10. 1 2 3  Insausti R. "Comparative anatomy of the entorhinal cortex and hippocampus in mammals."(pdf) Hippocampus. 1993;3 Spec No:19-26. PMID 8287096
11. 1 2  「嗅覚と味覚の障害」 『メルクマニュアル 第18版 日本語版』 日経BP社 2006年 ISBN 978-4-8222-0398-6
12. ↑  秋元波留夫 「てんかん研究とJohn Huhlings Jackson」 てんかん研究 Vol. 7 (1989) No. 1 P 1-12 JOI:JST.Journalarchive/jjes1983/7.1
13. ↑  世界大百科事典 第２版『夢幻状態』 - コトバンク
14. 1 2  古川 仭、三輪 高喜 「嗅覚障害 最近の話題 (その2)」 耳鼻咽喉科展望 Vol. 37 (1994) No. 5 P 571-577 JOI:JST.Journalarchive/orltokyo1958/37.571
15. ↑  発作型の分類 てんかん情報室 大日本住友製薬ウェブサイト内 最終閲覧日:2012年9月9日
16. 1 2  Mark W. Coburn, MD and Fabio J. Rodriguez, MD "Cerebral herniations"(pdf) APPLIED RADIOLOGY, May 1998
17. ↑  長尾 省吾ほか 「聴性脳幹反応による天幕切痕ヘルニアの診断」 Neurologia medico-chirurgica 24(6), 日本脳神経外科学会 pp.396-400, (1984-06-15) JOI:JST.Journalarchive/nmc1959/24.396
18. ↑  柳澤 信夫 「意識障害の検査の進め方」 日本内科学会雑誌 Vol. 79 (1990) No. 4 P 440-445 JOI:JST.Journalarchive/naika1913/79.440
19. ↑  平澤研一 「側頭葉」の役割はどのようなものか 最終閲覧日:2012年9月9日